# Vlag van Hautes-Alpes

Vlag van Hautes-Alpes

De vlag van Hautes-Alpes is de niet-officiële vlag van het Franse departement Hautes-Alpes. Net als de meeste andere departementen van Frankrijk heeft Hautes-Alpes geen officiële vlag, maar wordt de hier rechts afgebeelde vlag op niet-officiële wijze gebruikt. De vlag is afgeleid van het wapen van dit departement.
Deze vlag is verdeeld in drie hoofdgedeelten die elk een betekenis hebben:
1. Bovenste strook: Het bovenste gedeelte is blauw met een patroon van gele lelies (fleur-de-lis), een symbool dat vaak wordt geassocieerd met de Franse monarchie.
2. Linkeronderkwart: Dit deel is rood met een gele Occitaanse kruis (een kruis met vier armen, elk versierd met een cirkel). Dit symbool verwijst naar het graafschap Forcalquier zowel als de historische provincie Languedoc.
3. Rechteronderkwart: Dit gedeelte is geel met een blauwe dolfijn met rode details. Dit symbool verwijst naar de historische provincie Dauphiné.

Vlag van Frankrijk onder de Capetiaanse dynastie
Vlag van Languedoc
Vlag van de Dauphiné